# Australobus
Australobus is een monotypisch geslacht van spinnen uit de  familie van de Orsolobidae.

## Soort
- Australobus torbay Forster & Platnick, 1985